# Port La Tour
Port La Tour est une communauté rurale située sur l'île du Cap de Sable dans le comté de Shelburne en Nouvelle-Écosse et le district municipal de Barrington.
Ce site historique canadien et acadien doit son nom au gouverneur de l'Acadie, Charles de Saint-Étienne de La Tour. Ce gouverneur de l'Acadie colonisa la région du cap Sable en 1620 et fit édifier, en 1623, le Fort Saint-Louis près du port La Tour.